# Robert K. Merton
Robert King Merton, född Meyer Robert Schkolnick 4 juli 1910 i Philadelphia i USA, död den 23 februari 2003 i New York, var en amerikansk sociolog. Han var son till immigranter.

## Biografi
Efter att ha tagit sin Bachelor of Arts vid Temple University, började han sina studier vid Harvard University 1931, som han avslutade med en doktorsavhandling om framväxten av den moderna vetenskapen i 1600-talets England. På Harvard träffade han Talcott Parsons och deltog i dennes seminarier, men han fick Pitirim Sorokin som sin lärare och handledare. 1939–1941 var han docent vid Tulane University. 1941 anställdes han vid Columbia University, där han utnämndes till professor 1947.
Merton är känd för sin kritik av Parsons abstrakta teoretiserande, för utvecklandet av ett paradigm för funktionella analyser och för sina "theories of the middle range" (teorier på mellannivå). Förutom sin doktorsavhandling har Merton publicerat flera vetenskapssociologiska arbeten. 
Merton invaldes 1976 som utländsk ledamot av Kungliga Vetenskapsakademien och han var den förste amerikanske sociologen i denna akademi.
Robert King Merton var far till Robert C. Merton, som 1997 belönades med Sveriges Riksbanks pris i ekonomisk vetenskap till Alfred Nobels minne.

En typologi som utarbetades av Merton.